# Kuk Sool Won
Kuk Sool Won (Hangul: 국술원) è un'arte marziale coreana fondata da Suh In-Hyuk (Hangul: 서인혁), il kuk sa nim (grandmaster) nel 1961. Il nome Kuk Sool Won significa "Associazione dell'Arte Marziale Nazionale". Kuk Sool Won è insegnato in tutto il mondo e cerca di essere uno studio complessivo di tutte le arti marziali coreane tradizionali. L'idea del fondatore, Suh In Hyuk, era quella di integrare e esplorare l'intero spettro di arti marziali coreane esistenti, tecniche di allenamento per il corpo, sviluppo mentale e uso delle armi.